# تزوکلو
تزوکلو (به ایتالیایی: Zuclo) یک کومونه در ایتالیا است که در ترنتینو واقع شده‌است. تزوکلو ۱۰٫۳ کیلومتر مربع مساحت و ۳۴۴ نفر جمعیت دارد.